# 和庖丁

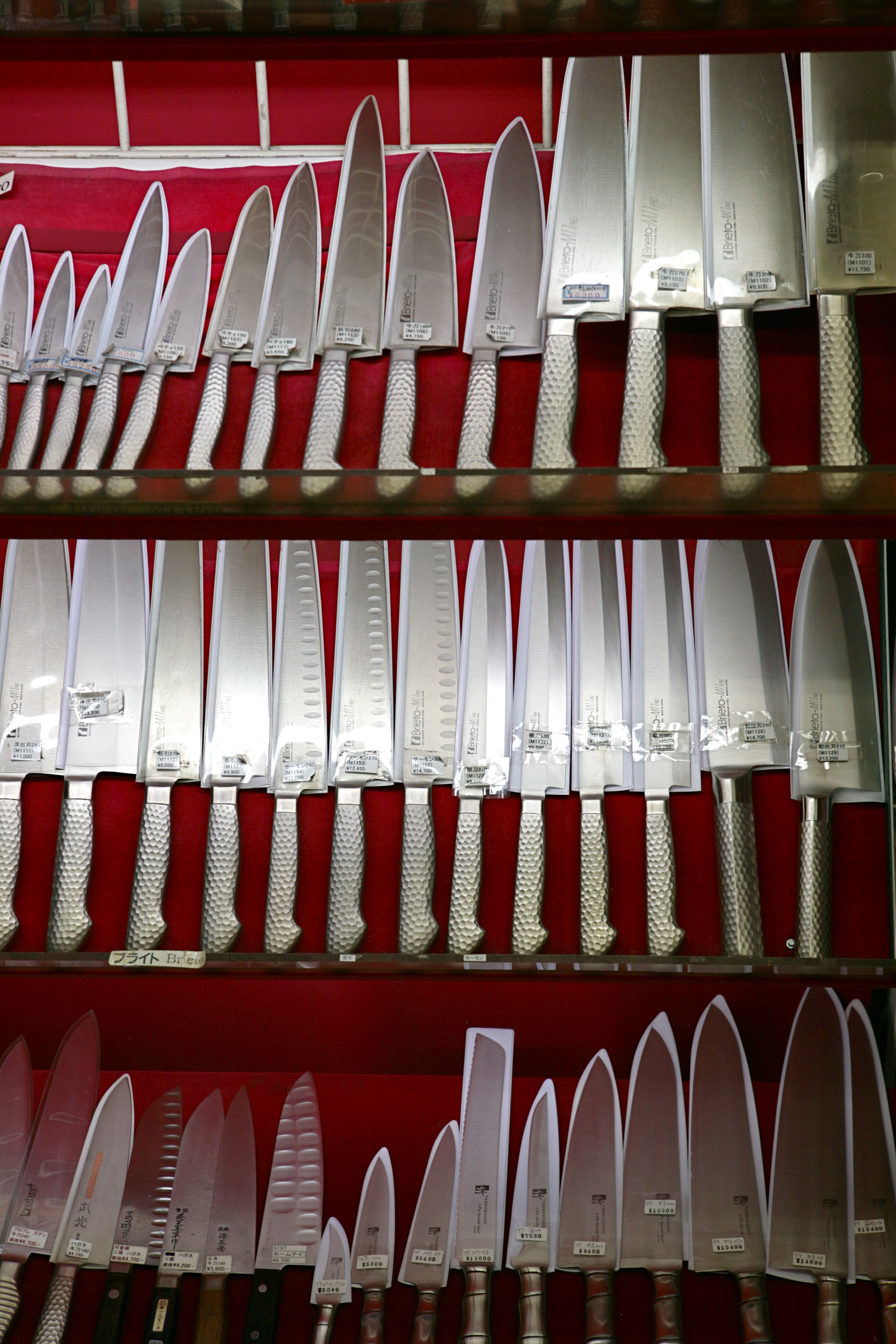
东京的和庖丁售架

和庖丁是用于日本料理的厨刀总称。在技术上定义为由日本古代的钢和软铁结合制成的刀。通常以软铁錠与钢铁焊接而成，大多数是单刃的。对于右利手的单刃刀来说，当右手拿刀时，刀尖会偏向左边。使用磨刀石磨削时，软铁会先磨损而自然形成锋利的刃也是其特点之一。此外，由于柄是被打入的，所以即使腐蚀了也很容易更换。和庖丁有菜切庖丁、出刃庖丁、刺身庖丁等多种类型。其结构的刃部与柄的连接强度较弱。这是因为像日本刀的刀柄一样，在潮湿的气候下，铁制品容易生锈，因此优先考虑了分解维护性，同时也是出于现代之前铁的昂贵性而尽可能减少铁的使用量。但是，随着肉食文化的普及，和庖丁的性能在切断坚硬的筋和厚骨等方面劣于西式刀具，这导致了西式刀具的普及。在现代，一些改良型的和庖丁也采用了西式刀柄结构，融合了传统的和庖丁制作方法和形式。

## 书目
- Tsuji, Shizuo, and Mary Sutherland. Japanese Cooking: A Simple Art, first edition. Tokyo: Kodansha International Ltd., 1980. ISBN 0-87011-399-2.

## 拓展阅读
- Nozaki, Hiromitsu, & Klippensteen, Kate (2009) Japanese Kitchen Knives: essential techniques and recipes. Tokyo: Kodansha International ISBN 978-4-7700-3076-4
- Tsuji, Shizuo, & Sutherland, Mary (2006) Japanese Cooking: a simple art; revised edition. Tokyo: Kodansha International ISBN 978-4-7700-3049-8